# Biblioteca Nacional de Grècia

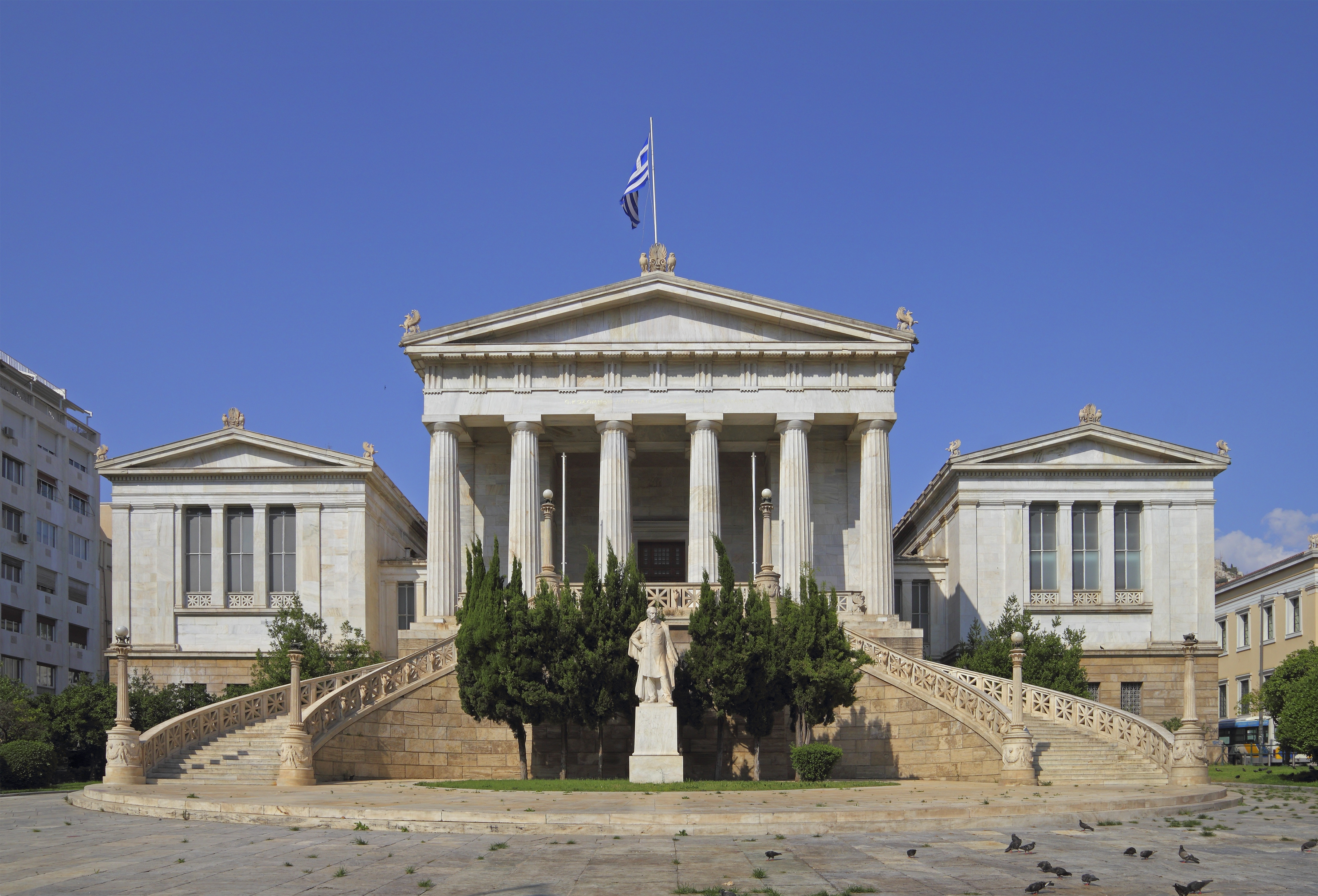
Edifici de la Biblioteca Nacional de Grècia a Atenes.

La Biblioteca Nacional de Grècia (en grec: Εθνική Βιβλιοθήκη της Ελλάδος) va ser fundada el 1832 i es troba a Atenes. L'edifici d'aquesta institució, d'estil neoclàssic, va ser dissenyat per l'arquitecte danès Theophil von Hansen, com a part d'una trilogia d'edificis d'aquest mateix estil que també va incloure l'Acadèmia i l'antiga Universitat d'Atenes. Fou fundada per Ioannis Kapodistrias.